# Omphalestra mesoglauca
Omphalestra mesoglauca là một loài bướm đêm trong họ Noctuidae.